# Université technologique Lawrence
L’Université technologique Lawrence (en anglais : Lawrence Technological University) est une université américaine située à Southfield dans le Michigan.

## Source
- (en) Cet article est partiellement ou en totalité issu de l’article de Wikipédia en anglais intitulé « Lawrence Technological University » (voir la liste des auteurs).